# Sântămăria-Orlea
Sântămăria-Orlea es una comuna ubicada en el distrito de Hunedoara, Rumania.

## Superficie
Cuenta con una superficie de 67,80 kilómetros cuadrados.

## Demografía
Hasta 2021 la población era de 3132 habitantes, con una densidad de población de 46,19 habitantes por kilómetro cuadrado.